# Павлове
Па́влове — село у Богодухівській міській громаді Богодухівського району Харківської області України. Відстань до райцентру становить близько 14 км і проходить автошляхом місцевого значення.
- Поштове відділення:

## Географія
Село Павлове знаходиться на безіменному струмку, який через 2 км впадає в річку Сухий Мерчик. На струмку численні загати.
На відстані 1 км розташовані села Кияни і Сухини. За 4 км знаходиться залізнична станція Гавриші. Поруч проходить автомобільна дорога Р22.

## Історія
- 12 червня 2020 року, відповідно до розпорядження Кабінету Міністрів України № 725-р «Про визначення адміністративних центрів та затвердження територій територіальних громад Харківської області», село увійшло до Богодухівської міської громади[1].
- 19 липня 2020 року, в результаті адміністративно-територіальної реформи та ліквідації Богодухівського району (1923—2020), село увійшло до складу новоутвореного Богодухівського району Харківської області[2].